# Толе-бі (Ілійський район)
Толе-бі (каз. Толе би) — село у складі Ілійського району Алматинської області Казахстану. Входить до складу Ащибулацького сільського округу.
Село було утворено 2010 року на місці селища МТФ.
Населенні — 1063 особи (2021).